# Camponotus ionius
Camponotus ionius är en myrart som beskrevs av Carlo Emery 1920. Camponotus ionius ingår i släktet hästmyror, och familjen myror. Inga underarter finns listade.